# Tatort: Unter uns
Unter uns ist ein Fernsehfilm der ARD-Krimireihe Tatort. Die vom Hessischen Rundfunk produzierte Folge wurde am 14. Oktober 2007 im Ersten erstausgestrahlt. Es ist der zehnte Fall des Teams Dellwo und Sänger. Es ist der einzige Tatort der bekannten Regisseurin Margarethe von Trotta. 

## Handlung
Der ehemalige Inhaber eines Handwerksbetriebs und seit längerer Zeit arbeitslose Wolfgang Kunert wartet bei der Jobvermittlung der Bundesagentur für Arbeit. Als er nach vier Stunden Wartezeit an der Reihe ist, die ihn betreuende Arbeitsvermittlerin Heidi Ganz ihm aber keine Arbeit anbieten kann und ihn allgemein auf sein Fehlverhalten hinweist, verliert er die Nerven. Er zieht eine Pistole und nimmt Frau Ganz als Geisel. Ein mittels Alarmsystems alarmierter Kollege aus einem benachbarten Büro eilt zur Hilfe und wird von Kunert im Affekt angeschossen und verblutet. Daraufhin flüchtet Kunert mit seiner Geisel. Die Ermittler Charlotte Sänger und Fritz Dellwo übernehmen die Ermittlungen.
Unterdessen bemerkt die achtjährige Ronja Kubitz, die zusammen mit ihrer Mutter Bea Kubitz in die Nachbarschaft von Kommissarin Sänger gezogen ist, beim Spielen in der Wohnsiedlung ein Mädchen in einer der Nachbarwohnungen. Weil Ronja jemanden zum Spielen sucht, fragt sie an der Wohnungstür nach dem Mädchen, wird aber mit der Begründung, es gebe dort kein Mädchen, von der Mieterin Ines Winterberg harsch abgewiesen. Ronja erzählt ihrer Mutter von dem Vorfall, die jedoch mit dem Einzug beschäftigt ist und ihr kein Gehör schenkt.
Als Kunert bei seiner planlosen Flucht nach mehreren Stunden in einem Wald eingeschlafen ist, befreit sich die Geisel und entkommt ihm. Nach wenigen Tagen ist die von Selbstvorwürfen geplagte Heidi Ganz wieder an ihrem Arbeitsplatz. Weil Sänger mittlerweile auch von der kleinen Ronja auf das vermeintlich entdeckte Mädchen angesprochen wurde, ihr aber kein in der Siedlung wohnhaftes Mädchen bekannt ist, fragt sie auf dem Amt nach und erfährt so, dass im Haushalt der Winterbergs zwei Jungen und ein Mädchen gemeldet sind.
Nach der Bedrohung von Bankmitarbeitern, von denen er Geld fordert, ist Kunert weiterhin auf der Flucht und lauert seiner Ehefrau auf. Karin Kunert lebt von ihrem Mann getrennt, liebt ihn aber immer noch. Weil sie der Polizei gegenüber nicht ehrlich ist und heimlichen Kontakt mit ihm hält, wird sie observiert und führt die Ermittler schließlich zu Wolfgang Kunert. Als dieser erkennt, dass eine weitere Flucht aussichtslos ist, erschießt er sich schließlich im Frankfurter Palmengarten vor den Augen seiner Frau.
Dellwo wurde von Sänger zuvor über das Rätsel des unbekannten Mädchens informiert. Nachdem er sich zunächst rein auf die Verfolgung von Kunert konzentrierte, geht auch er nun der Angelegenheit nach und erfährt von der Wirtin seiner Stammkneipe, in der auch die Winterbergs verkehren, dass es tatsächlich eine Tochter von Ines Winterberg geben muss. Weitere Recherchen bringen zutage, dass der Mutter das Kind aufgrund von Depressionen einen längeren Zeitraum entzogen werden musste. Mit der Begründung Gefahr im Verzug und der Unterstützung ihres Vorgesetzten Rudi Fromm durchsuchen Dellwo und Sänger die Wohnung der Winterbergs. In einem abgedunkelten Raum finden sie die versteckt gehaltene und sich in einem lebensbedrohlichen Zustand befindende Tochter von Ines Winterberg. Die Ärztin diagnostiziert neben massiven emotionalen Schäden eine bleibende geistige Behinderung aufgrund der längeren Unterernährung und des Eiweißmangels. Nach Aussage von Lenas Mutter hätte ihre Tochter nichts essen wollen und sich allem verweigert. Seit sie aus ihrer Pflegefamilie zurück zu ihr gekommen war, hätte Lena sie abgelehnt. Dellwo und Sänger sind erschüttert über so viel Gleichgültigkeit.

## Hintergrund
Der Handlungsstrang um die Familie Winterberg weist Ähnlichkeiten zum realen Mordfall Jessica auf. Zu Beginn und am Ende des Films ist Odetta mit ihrem berühmten Lied Sometimes I feel like a motherless child zu hören. Das Szenenbild erstellte Börries Hahn-Hoffmann. Unter uns erhielt überwiegend positive Kritiken.